# 小泉遥
小泉 遥（こいずみ はるか、1989年6月29日 - ）は、三重県出身のバスケットボール選手である。ポジションはガード。

## 人物
桜花学園高校卒業後の2008年、アイシン・エィ・ダブリュに入社。2016年退団。

## 経歴
- 桜花学園高校 - アイシン・エィ・ダブリュ（2008年〜2016年）

## 参照
1. ↑  “女子バスケットボール部　引退者について”.   アイシン・エィ・ダブリュ ウィングス (2016年6月1日). 2016年6月1日閲覧。